# 당의 참된 딸
《당의 참된 딸》은 조선민주주의인민공화국의 5대 혁명가극 중 하나로, 1971년에 제작되었다.
한국 전쟁 때 간호사로 종군했다가 사망한 안영애의 실화를 토대로 '강연옥'이라는 주인공을 등장시킨 작품이며, 김정일의 직접 지도 아래 제작되었다. 어린 나이에 참전한 강연옥이 조선로동당에 입당한 뒤 목숨을 걸고 부상병을 후송하는 공을 세우나 장렬하게 전사한다는 내용이다. 다른 혁명가극과 달리 비극적인 엔딩이 특징이나, 강연옥은 죽는 순간에도 당증과 당비를 당에 전해달라는 유언을 남기면서 조선로동당에 대한 무한한 충성심을 보여준다. 
인민상을 수상한 계관작품이며, 주인공 강연옥은 당원의 교과서로 일컬어지고 이 혁명가극은 선군정치 시대의 '총대가극'으로 불리는 등 북조선에서 높이 평가를 받고 있다. 남한에서 만들어진 영화 《국경의 남쪽》(2006) 도입부에 이 작품의 공연 장면이 나온다.
삽입곡 중 〈어디에 계십니까 그리운 장군님〉은 김정일이 작사 작곡한 노래로 잘 알려져 있다.

## 참고자료
- NK데이터베이스, 문화/예술 - 가극 작품
- 《조선중앙통신》 (2007.4.30) 인민의 사랑을 받는 혁명가극노래들

## 같이 보기
- 북한 영화